# Фосс, Боб
Ро́берт Лу́и Фосс (англ. Robert Louis Fosse, правильно — Фо́сси; 23 июня 1927 — 23 сентября 1987) — американский хореограф, танцор, режиссёр театра и кино, сценарист, актёр. Обладатель восьми премий Тони за хореографию (лучший результат за всю историю номинации — 1955, 1956, 1959, 1963, 1966, 1973, 1978, 1986 годы), премии «Оскар» за лучшую режиссуру и премии BAFTA за фильм «Кабаре» (1973 год).

## Биография

### Ранние годы
Ро́берт Лу́ис Фосси, получивший имя в честь Стивенсона, популярного шотландского автора приключенческих романов, родился 23 июня 1927 года. Отец Сирил Фосси (англ. Cyril K. Fosse), в просторечии — Сай Фосси, родился в США в семье выходцев из Норвегии. Хотя многие источники указывают на его артистические задатки, неплохой тенор и участие в водевилях, эти постановки носили любительский характер. С начала Великой депрессии главным доходом главы семьи были продажи страховых полисов. Его жена Сара Элис, урождённая Стэнтон (англ. Sara Alice Stanton), из семьи ирландских католиков, была привезена в Америку в младенчестве. Некоторое время в молодости она работала профессиональной танцовщицей, но оставила сцену ради воспитания детей. Несмотря на католические религиозные убеждения родителей миссис Фосси, а также членство Сая в масонской ложе, семья воспитывала детей в традициях Методистской церкви. Роберт — пятый ребёнок из шести (старшие братья Сирил младший, Эдвард, Дональд, Бадди и сестра Патриция) уже в 4 года поступил в студию хореографии, а чуть позже перешёл в балетную школу Фредерика Уивера, где был на тот момент единственным мальчиком. Первое время он сталкивался с пренебрежительными издевательствами ровесников, но уже после нескольких стычек пресёк любые насмешки. В ранней юности с приятелем Чарли Грассом (Charles Grass) Роберт создал танцевальный дуэт «Братья Рифф», который достаточно быстро приобрёл коммерческий успех. К 15 годам работал в качестве конферансье в ночных клубах. В 1945 году после окончания школы был призван в Военно-морские силы США и в составе концертного подразделения выступал на базах Тихого океана. По собственному утверждению Фосси, его техника танцора и хореографа-постановщика сформировалась именно там.
После демобилизации Фосси отправился в Нью-Йорк, где полагал повторить карьеру Фреда Астера. Там он встретил танцовщицу Мэри-Энн Найлз (Mary Ann Niles). Вскоре молодые люди поженились и, кроме того, создали творческий дуэт, который с успехом выступал в ночных клубах. В 1950 году состоялся дебют Боба Фосси на Бродвее в ревю «Станцуй мне песню» (англ. Dance Me A Song). В это время у Фосси начались любовные отношения с одной из участниц постановки — Джоан Маккрекен, что привело к разрыву с Мэри-Энн. Джоан Маккрекен, ставшая в 1951 году второй супругой Фосси, имела классическую балетную подготовку, а также влиятельных друзей и определённое состояние. Благодаря ей Роберт стал учиться актёрскому мастерству и актуальным направлениям хореографии.

### Начало карьеры в Голливуде
В 1953 году Фосси уехал в Голливуд, где подписал свой первый контракт с Metro-Goldwyn-Mayer. Всего за несколько месяцев он снялся в трёх картинах, первой из которых вышла молодёжная комедия «Любовные истории Доби Гиллиса» (англ. The Affairs of Dobie Gillis), где Роберт сыграл приятеля главного героя. 

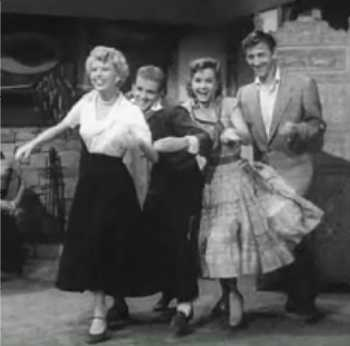
Кадр из фильма «Любовные истории Доби Гиллиса» (1953 год). Слева направо: Барбара Руик, Боб Фосси, Дебби Рейнольдс, Бобби Ван.

Основным достоинством этой ленты современные критики считают танцевальный номер «All I Do Is Dream of You», где героиня в исполнении Дебби Рейнольдс на ту же мелодию практически полностью повторила сцену с прыжком из торта из «Поющих под дождём», вышедших годом ранее. Практически одновременно, 26 ноября и 3 декабря 1953 года состоялись премьеры ещё двух картин с участием Боба Фосси: «Поцелуй меня, Кэт» (англ. Kiss Me Kate, режиссёр Джордж Сидни) и «Оставьте девушку в покое» (англ. Give a Girl a Break, режиссёр Стэнли Донен). Второй из фильмов большого успеха не имел и вспоминается сегодня почти исключительно в связи с участием Фосси, двумя его удачными номерами с Дебби Рейнольдс и исполненным молодым танцором сальто назад, демонстрирующим хорошую физическую подготовку. Первый фильм, фактически являющийся адаптацией «Укрощения строптивой», заслужил неплохую оценку критики и был номинирован на премию «Оскар» за лучшую запись музыки к мюзиклу. Роль Гортензио, жениха Бьянки была весьма незначительна — практически Роберт был участником кордебалета с единственным сольным номером «С этого момента» (англ. From This Moment On) длительностью 45 секунд. Однако критики и сегодня отмечают задор актёра и его абсолютную самобытность. «Голубиная» походка, впалая грудь, опущенные плечи, угловатые движения — здесь, прямо на глазах у зрителя зарождались первые творческие идеи будущего хореографа, которые через несколько лет «навсегда изменят взгляды на танцевальное искусство Бродвея».

### «Пижамная игра» (1954)
В 1954 году Роберт Фосси вернулся в Нью-Йорк, где режиссёр и продюсер Джордж Эбботт готовился к постановке мюзикла «Пижамная игра» (англ. The Pajama Game). Музыку и тексты песен написали совсем ещё молодые авторы Ричард Адлер и Джерри Росс на основе либретто, подготовленного самим режиссёром. За хореографию отвечал Джером Роббинс. Джоан Маккрекен, которая была знакома и с Эбботтом, и с Роббинсом предложила им в качестве главного постановщика танцевальных номеров своего мужа, Фосси. Те же, хотя и находились под хорошим впечатлением от работы Роберта в «Поцелуй меня, Кэт», согласились не сразу. После некоторых дискуссий Роберт был нанят с оплатой в 100 долларов за неделю. Это была минимальная ставка из возможных, удивившая многих, но Фосси готов был работать на репутацию и последующий успех.
Танцам в постановке была уделена заметная роль. Оставаясь в душе в первую очередь танцором, Фосси акцентировал внимание на ударных, ритмических элементах песен. К моменту репетиции он обычно уже полностью имел хореографический рисунок у себя в голове, а его танцоры разучивали его в самое кратчайшее время. Джером Роббинс имел с Робертом схожие взгляды на актуальные направления танца и в действия молодого коллеги предпочитал не вмешиваться. Вероятно, самым запоминающимся в постановке был номер «Steam Heat» (рус. Паровое отопление). Перед его постановкой Фосси на шесть недель отошёл от процесса работы с актёрами и вдвоём с джазовым аккомпаниатором создавал этот эпизод. На первой его публичной демонстрации, по воспоминаниям будущих участников сцены танцоров Базза Миллера и Кэрол Хейни, они были настолько ошеломлены увиденным, что буквально зажглись идеей хореографа и предугадывали каждое движение ещё до его завершения. Режиссёр Джордж Эбботт не мог согласиться с таким продолжительным процессом репетиций, его не устраивало, что номер формально выбивался из сюжета и, при этом, откровенно затмевал другие «ударные» сцены. Однако заступничество Джерома Роббинса возобладало, и эпизод вошёл в спектакль. Формально являясь первой полностью самостоятельной хореографической постановкой Фосси на Бродвее, в будущем «Steam Heat» будет признан одним из шедевров современного танцевального искусства.
Премьера мюзикла состоялась 13 мая 1954 года в St. James Theatre. Перед её началом Джером Роббинс подарил Фосси золотые запонки своего отца, которые на несколько лет стали знаком взаимного уважения и талисманом удачи для этих двух хореографов. Впоследствии спектакль выдержал 1063 представления (кроме того, восстановлен в 1973 и 2006 годах). В обозрении, вышедшем уже на следующий день в New York Times целая колонка была посвящена «экстраординарному и многостороннему» танцевальному мастерству исполнительницы главной роли Кэрол Хейни и другим неожиданным и спонтанным номерам в постановке Боба Фосси. В начале следующего года постановщик получает свою первую премию «Тони» за хореографию в «Пижамной игре».

### «Чёртовы Янки» (1955)
Не оставляя времени на отдых, Фосси в составе той же команды под руководством Джорджа Эбботта работает над постановкой танцевальных номеров в мюзикле «Чёртовы Янки», создаваемом по роману Дугласа Уоллопа «Год, когда „Янки“ остались без чемпионства» (англ. The Year the Yankees Lost the Pennant). Сюжет развивался вокруг торговца средней руки, мечтающего стать супер игроком в бейсбол и привести свою команду к победе в национальном чемпионате. Ради этого он продаёт душу дьяволу.
Компания продюсеров практически сразу определила, что одну из ведущих ролей — Лолы, сексуальной ассистентки Сатаны, — должна исполнять профессиональная танцовщица. Среди главных претенденток рассматривались Митци Гейнор и Зизи Жанмер, но обе от предложения отказались. Неплохие шансы получить роль были ещё у одной претендентки — Гвен Вердон. Если её опыт участия в бродвейских шоу и был небольшим, а вокал был откровенно слаб, то хореографические способности перевесили прочие аргументы. Однако, ссылаясь на обязательства перед постановщиком другого спектакля, актриса сначала ответила отказом, но после знакомства и личной продолжительной беседы с Фосси предложение приняла. Гвен воплощала творческие планы Боба почти идеально. Все созданные в сотрудничестве номера «A Little Brain, a Little Talent» (рус. Немного мозгов, немного таланта), «Whatever Lola Wants» (рус. ≈ Что бы Лола не пожелала) и «Who’s Got the Pain?» (рус. ≈ Кому будет плохо?) имели большой успех и превратили Вердон в новую звезду Бродвея.
Сцена «Who’s Got the Pain?» не была непосредственно связана с сюжетом. Включить её предложил для зрелищности Боб Фосси. Она была основана на популярной в середине 1950-х годов латиноамериканской мелодии к песенке «Ugh!» (близкий аналог русского «Тьфу» с оттенком разочарования, неудачи) и весьма примитивных стихах, написанных буквально за несколько минут Джерри Россом: «Кому будет плохо, если они танцуют мамбу? Кому будет плохо, если они двигаются под „Ugh“?». Но заводной латинский ритм, его неровный рисунок сделали номер чрезвычайно интересным. Роберт и Гвен час за часом репетировали его в студии, пока не довели до совершенства. Только после этого к репетициям эпизода подключился актёр Эдди Филлипс. По мнению биографов именно во время подготовки «Who’s Got the Pain?» Фосси и Вердон особенно сблизились, что предопределило их будущие отношения.
Премьера мюзикла «Чёртовы Янки» состоялась 5 мая 1955 года. Отзывы в прессе были средними. Их суть сводилась к обсуждению традиционной сложности воплощения сюжетов о спорте на театральной сцене, а также к образу Гвен Вердон: её признавали восхитительной танцовщицей и милой, забавной актрисой. Но для сверх звезды этого было мало. Тем не менее в последующие два года спектакль выдержит 1019 представлений, а Боб Фосси получит за него вторую премию Тони за хореографию
Практически сразу после премьеры Фосси отправляется в Голливуд, где по приглашению Columbia Pictures выступает постановщиком танцев в фильме «Моя сестра Эйлин» (англ. My Sister Eileen), а также исполняет одну из главных ролей — Фрэнка Липпенкотта, жениха Эйлин. В целом картина была положительно встречена критикой, однако основное внимание рецензентов было уделено второму ведущему мужскому персонажу, стремительно набирающему популярность Джеку Леммону.
В середине 1956 года у Джерома Роббинса возникли сложности в его новом спектакле «Звонки звенят» (англ. Bells Are Ringing, премьера 29.11.1956 г.), который рассказывал историю телефонистки, вовлечённой в дела своих абонентов. Режиссёр (а ранее и опытный хореограф) не смог наладить творческий контакт со специально приглашённой звездой кинематографа Джуди Холлидей, которая была хорошей комедийной актрисой, но слабой танцовщицей. Пришедший на помощь Роберт специально для неё создал номер «Mu Cha Cha» в модных латиноамериканских ритмах, но тот оказался очевидным подражанием «Who’s Got the Pain», что явилось небольшим, но очевидным провалом в карьере Фосси. Тем не менее, шоу было номинировано на премию Тони в категории за лучшую хореографию.

### «Новенькая в городе» (1957)

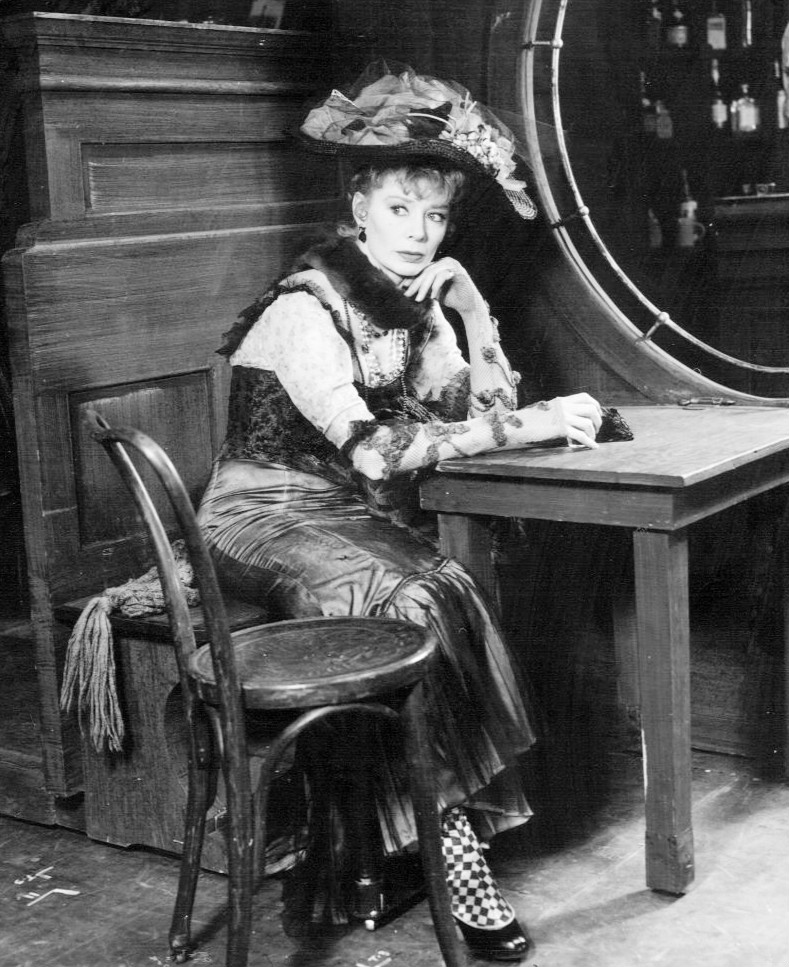
Гвен Вердон в роли Анны из мюзикла «Новенькая в городе» (1957)

В это же время он занимается созданием танцевальных номеров в мюзикле «Новенькая в городе» (англ. New Girl in Town, премьера 14.05.1957 г.). Сюжет по пьесе Юджина О’Нила «Анна Кристи» (англ. Anna Christie) рассказывает о судьбе бывшей проститутки в провинциальном американском городе в конце XIX века. Возможность использовать костюмы в стиле бурлеск и хореографию более полувековой давности будоражит фантазию Фосси, а также даёт возможность любимой им женщине и актрисе Гвен Вердон раскрыть все её таланты. Режиссёр Джордж Эбботт уже практически не вмешивается в работу популярного хореографа. Когда большая часть танцевальных номеров была готова, состоялся предварительный просмотр для продюсеров и прессы. Сцена «Red Light Ballet» (рус. ≈ Балет в свете Красного фонаря), в котором героиня представляет своё возвращение в публичный дом, вызвала у них настоящий шок. Танец развивался вокруг лестницы, ведущей на условный второй этаж, около которой несколько девиц в откровенных корсетах танцевали с клиентами. Периодически мужчины уносили их наверх, имитируя на ступенях не двусмысленные сексуальные движения. Продюсеры были возмущены. Один из них — Харольд Принс, назвал происходящее «копрологическим шоу и танцем промежностей». Между Фосси и Гвен с одной стороны, и продюсерами с другой возник почти неразрешимый конфликт. Более того, полиция запретила продолжать работу над постановкой, объявленной непристойной. Джордж Эбботт заявил, что со сценой «Red Light Ballet» шоу не выйдет, а это негативно и надолго скажется на карьере Вердон. Проведя наедине три дня в гостиничном номере, пара согласилась выполнить условия ультиматума. Премьера мюзикла состоялась в «скромной» версии 14 мая 1957 года. Испытав глубокую психическую травму, Фосси навсегда отказался сотрудничать с Джорджем Эбботтом и Хелом Принсом в новых проектах. Тем не менее, спустя несколько месяцев после премьеры номер «Red Light Ballet» был восстановлен почти в полном объёме.
«Бобу всегда не хватало уверенности ни во время работы, ни до, ни после. Он всегда настаивал, что сделал недостаточно»

«У него то и дело опускались руки. По любому поводу. Он постоянно был в депрессии и жил в постоянной тревоге. Ему казалось, что в мире существует заговор против него».
Хореограф уехал в Голливуд, где постановку версии бродвейского мюзикла «Пижамная игра» (премьера 29.08.1957 г.) осуществлял опытный и популярный автор «Поющих под дождём» Стэнли Донен — старый товарищ Роберта. Однако дружба не очень способствовала совместному творчеству. Всем уже было известно сложное психоэмоциональное состояние Фосси и, кроме того, его склонность к перфекционизму. Находящийся в постоянном поиске, он многократно пересматривал концепцию номеров, видоизменял, улучшал их, что не всегда устраивало режиссёра. В результате не удовлетворённый работой Роберт ограничился привязкой танцев к натурным съёмкам и улетел в Нью Йорк. Но вскоре Фосси возвратился в Калифорнию, где под руководством Джорджа Эбботта и Стэнли Донена приступил к работе над хореографией кинематографической постановки «Чёртовых Янки» (премьера 28.09.1958 г.). На этот раз он задержался в Голливуде достаточно долго, так как в съёмках принимала участие Гвен Вердон. Пара снимает бунгало и сожительствует вполне открыто, хотя с предыдущей женой Роберт ещё не развёлся. В процессе съёмок Фосси настоял, чтобы в номере «Who’s Got the Pain?» он сам выступил партнёром Гвен Вердон, на что получил согласие обоих режиссёров. Вышедший фильм был номинирован на восемь кинематографических наград, включая «Оскар» за лучшую музыку, но ни одной премии удостоен не был. Критика неплохо отзывалась о картине, особенно сравнивая её со сценической версией мюзикла.

### «Рыжая» (1959)
1959 год открыл новый этап в творчестве Роберта и Гвен. Вердон в качестве потенциальной исполнительницы главной роли была приглашена для прослушивания сценария готовящегося к постановке мюзикла, который ещё не имел собственного названия. История происходила в Лондоне конца XIX века, терроризируемом Джеком-потрошителем, и строилась вокруг загадочных преступлений, происходивших в музее восковых фигур. После прочтения Гвен Вердон сразу согласилась на роль, но с единственным условием, высказанным тут же: Фосси должен стать не только хореографом, но и режиссёром-постановщиком мюзикла. Присутствующим авторам либретто Дороти и Герберту Филдзам и продюсерам Роберту Фрайеру и Лоуренсу Карру пришлось вынужденно согласиться, так как шоу было задумано под танцевальные таланты Гвен. Более того, позже оно даже названо было по цвету её волос — «Рыжая». Шоу содержало в себе элементы балета, джаза, канкана, маршей и цыганских танцев, мелодий классического английского мюзик-холла.
Как обычно, Фосси начал репетиции с уже выстроенной в голове хореографией. Он собрал команду кордебалета из шестнадцати танцоров и сразу рассказал каждому его часть номера. Он заставлял их проходить сцены снова и снова, добиваясь раскрытия максимального потенциала всех участников. Даже после того, как эпизод, казалось, был закончен, и все были уверены, что лучшего не достичь, он продолжал репетировать и до, и после спектакля. Роберт пребывал в высшей степени эмоционального напряжения. По утверждениям коллег, именно в этот период он стал злоупотреблять снотворным, чтобы заснуть, и амфетаминами, чтобы проснуться. Более того, с ним стали происходить эпилептические припадки, что сделало невозможным его работу над следующим запланированным мюзиклом «Покорённый герой» (англ. The Conquering Hero, 1961 год), который был доверен другому постановщику, но в результате потерпел полный провал. «Рыжая» в это время продолжала собирать полные залы, выдержал 452 представления и принёс его создателям пять премий Тони, включая награду за лучший мюзикл.

### 1960—1965 годы
Боб Фосси и Гвен Вердон были на вершине успеха. Однако, тридцатипятилетняя Гвен уже находилась на границе детородного возраста. Роберт предлагал усыновить ребёнка, но женщина придерживалась традиционных консервативных устоев. 3 апреля 1960 года пара втайне зарегистрировала брак (с Джоан Маккрекен Фосси оформил развод годом ранее). О церемонии не было объявлено не только прессе, но даже коллегам, друзьям и ближайшим родственникам. Как было отмечено, в эти годы у Боба значительно обострились проявления эпилепсии, из-за которых Гвен практически всегда находилась рядом с ним на репетициях. Сам он приписывал своё заболевание травме головы, которую получил, упав с лошади во время конной прогулки. Однако врачи настаивали на генетическом характере болезни. На многие годы Роберт стал зависимым от приёма препаратов на основе фенитоина.
Следующей его работой стал мюзикл «Как преуспеть в бизнесе без особых усилий» (англ. How To Succeed in Business without Really Trying, премьера 14.10.1961 года), в которой он выступил только как хореограф. Формально за постановку танцев отвечал достаточно молодой Хью Ламберт, но у того наметились открытые противоречия с актёрами. Роберт, согласившись на не вполне определённый статус «постановщика музыкальных сцен», во многом изменил хореографический рисунок спектакля и внёс заметный вклад в его последующий успех. Шоу получило 7 премий Тони и выдержало почти 1500 представлений. Участие в этом проекте оказало благотворное влияние на Фосси, депрессия отступила. Новый творческий подъём был омрачён известием о смерти второй жены Боба — Джоан Маккрекен, которая скончалась в конце 1961 года в возрасте сорока трех лет от хронического заболевания сердца.

#### «Маленький я» (1962)
В 1962 году Фосси стал режиссёром (совместно с Сайем Фойером) и хореографом спектакля «Маленький я» (англ. Little Me, премьера 17.11.1962 год), созданном специально для комика Сида Сизара. Либреттист Нил Саймон вспоминал, что они с Сизаром и не искали другого соавтора, кроме Роберта с его неповторимой мрачноватой иронией: «Не считая Джерома Роббинса, Фосси был лучшим хореографом когда либо работавшем в театре». Сид Сезар был посредственным танцором и певцом, хотя он сразу заявил об этом. Фосси обучил его нескольким элементарным танцевальным па, а основной упор решил сделать на мастерство кордебалета. Он назначил прослушивание, на котором танцоры должны были исполнить набор движений, известных уже на Бродвее как «Комбинации Фосси», исполняемых обычно под 32-тактный стандарт «Tea for two». Большинство кандидатов в труппу были знакомы с требованиями и предпочтениями популярного хореографа.
Бо́льшую сложность представлял подбор участников для задуманного Бобом номера «The Rich Kids' Rag» (≈ рус. Регтайм богатых детей). В нём подростки (девушки в пышных платьях и буклях, юноши в камзолах, белоснежных панталонах и гетрах) должны были иронично копировать несколько вычурные позы старинных танцев. Особое внимание Фосси уделял манерным движениям разведённых пальцев в перчатках — жестам, которых от него, десятилетнего мальчишки, так долго добивались преподаватели в Чикаго, и которые позже стали одним из узнаваемых элементов его авторского стиля. Как обычно, он вышел к молодым исполнителям с уже запланированным в голове танцем с сопровождением одного лишь пианиста-аккомпаниатора.
Ещё одной непростой композицией стала «Настоящая живая девушка» (англ. Real Live Girl). Нил Саймон вспоминал:
Песня просто не работала так, как должна. Боб на день исчез, а вечером позвал меня и Сая Коулмана в репетиционную студию, где был только пианист и немного реквизита. И вот он приступил к исполнении новой версии. Боб пел и танцевал не как один человек, а как четырнадцать, делая их такими ясными, яркими и разными, что вы этого не могли не заметить.
Неделя репетиций по восемь часов в день сделала «The Rich Kids' Rag» одним из самых совершенных творений Боба Фосси. Премьера мюзикла состоялась 17 ноября 1962 года. Хотя он был номинирован на премию Тони практически во всех категориях, награждён был только Фосси за лучшую хореографию.

#### Рождение дочери (1963)
Гвен, которая находилась на последних месяцах беременности, совместно с Бобом решила отойти от работы, устроить небольшие каникулы и отправиться на ближайшее Рождество в Чикаго, чтобы встретиться и, наконец, познакомиться с большой семьёй мужа. Его отец был очень плох, он почти умирал от сердечной недостаточности, которая, казалось, становилась проблемой для всей семьи. Врачи, близкие и друзья Роберта особо предупреждали его об опасной наследственности, так как кроме неё он обладал вторым фактором риска, выкуривая в день до четырёх пачек крепких сигарет Camel без фильтра. Лишь иногда он переходил на чуть более щадящие Parliament. За семейными обедами Боб нередко обсуждал со своими братьями и сестрой имя своего будущего ребёнка. Сошлись на Нике, Николасе. Когда же пару месяцев спустя 3 марта 1963 года родилась дочь, имя было трансформировано в Николь (ещё год спустя автор стихов к мюзиклу «Рыжий» Дороти Филдс предложила для девочки второе имя, символизирующее желанность этого ребёнка — Провиденс, англ. Рrovidence, ≈ рус. Провидение, Промысел Божий). Николь Провиденс Фосси стала любимицей семьи. Буквально через несколько дней, 10 апреля 1963 года скончался отец Боба Сирил Фосси.

#### «Удовольствия и Дворцы» (1965)

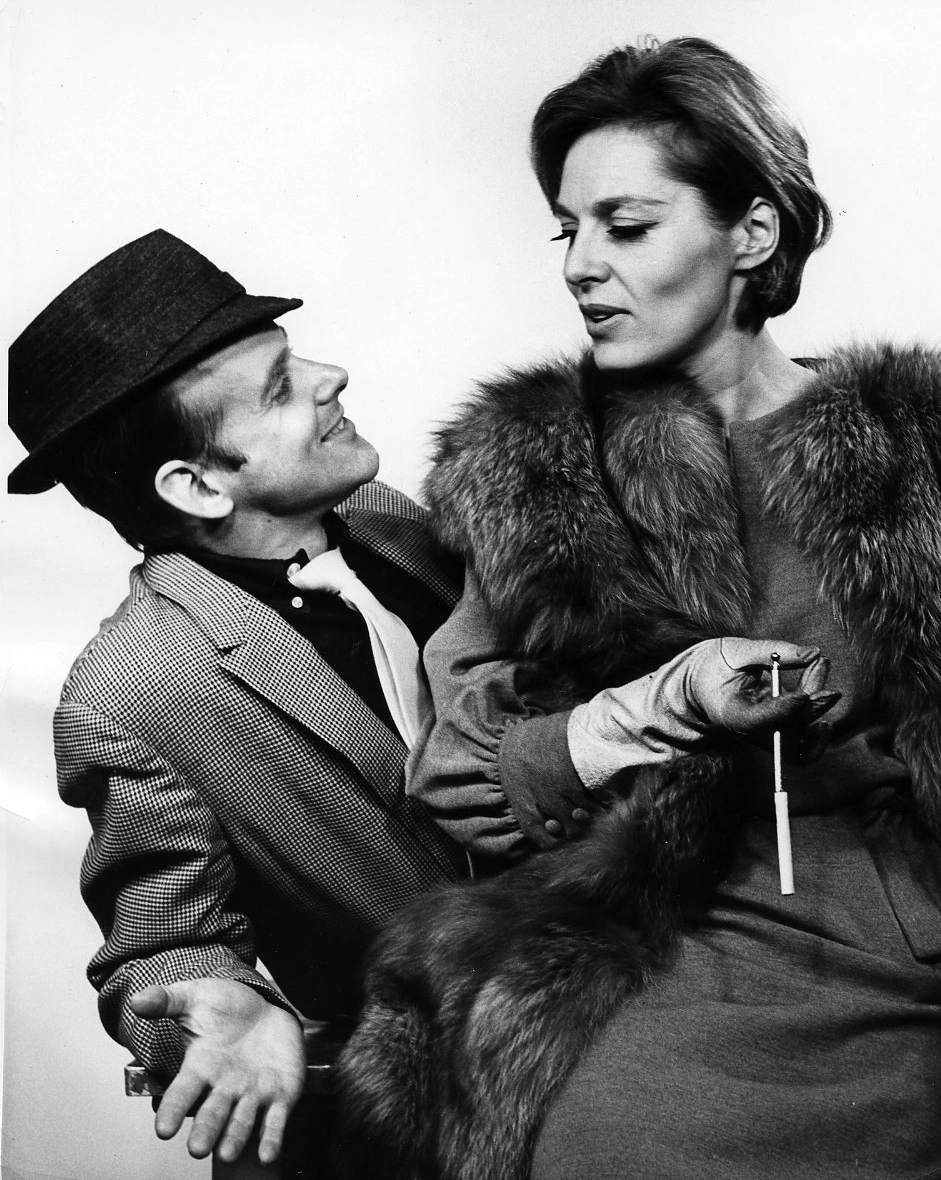
Боб Фосси и Вивека Линдфорс в спектакле «Приятель Джои», 1963 год.

Два месяца спустя в течение всего пятнадцати представлений Боб Фосси играет главного героя в мюзикле «Приятель Джои» (англ. Pal Joey). Он уже принимал участие в этом спектакле постановки 1952 года. В 1963 его партнёршами были Вивека Линдфорс и Кэй Медфорд. Конец 1964 года Роберт провёл в Детройте, где ставил музыкальный спектакль «Удовольствия и Дворцы» (англ. Pleasures and Palaces, премьера 11 марта 1965 года). Сюжет был заимствован из провалившегося мюзикла 1961 года «Жил-был один Русский» (англ. Once There Was a Russian) и рассказывал о приключениях американского адмирала Джона Пола Джонса при дворе Императрицы Всероссийской Екатерины II. По планам представление должно было быть блестяще костюмировано и оснащено лучшими доступными сценическими эффектами, но затраты на его постановку были оценены продюсерами как избыточные. Объявление о прекращении подготовки спектакля шокировало всех участников. С Фосси работали несколько лучших танцоров из его предыдущих шоу, и они объявили о готовности продолжить репетиции безвозмездно, в надежде сохранить и расширить подготовленный материал с разнообразными элементами стилизованных дворцовых танцев и казацкого гопака. Но настал день, когда Фосси был вынужден объявить, что по решению продюсеров мюзикл поставлен не будет. Последующая сцена описана биографами Боба:
Они сидели и смотрели на него, обожали его и не покидали сцену. После мгновений неподвижности танцоры поднялись, без рук, без усилий, нарушая законы гравитации. Они начали двигаться. Дежурный аккомпаниатор импровизировал. Одна пара, участвовавшая в „Рыжей“, воспроизвела элементы и движения из „Танго карманника“. Пианист следовал за ними, он уловил, что они затеяли. Несколько танцоров из шоу „Как преуспеть в бизнесе без особых усилий“ добавили кусок из сцены „Секретарь — не игрушка“. Дежурный аккомпаниатор знал и этот номер, и те, что происходили далее. Танцоры воссоздавали ретроспективу Фосси из своей любви и тепла, сами по себе и для себя. <…> Две наиболее самоуверенные и чувственные девушки заскользили в движениях балета публичного дома из „Новенькой в городе“, тревожащем номере в его оригинальной версии, а двое юношей поддерживали их в невероятных изгибах, отражающих прекрасную плотскую сторону женской природы. А когда они достигли кульминации, остальные высвободились в страдальческом, но гордом танце войны из „Поверженного героя“. Все понимали, что только что закончили новый номер для „Радости и дворцы“, который зритель никогда не увидит.

## «Милая Чарити» (1968)
«Фосс выстраивает перед зрителями шеренгу потрёпанных девиц, стоящих в карикатурно непристойных позах, которые им самим кажутся соблазнительными, и равнодушно произносящих заученные фразы, типа: „Эй, тигр, не хочешь потанцевать? Эй, ковбой, ты такой высокий!“ Их демонстративное безразличие, лица, превратившиеся в раскрашенные маски и механистичные движения по ходу номера начинают производить эффект брехтовской отстраненности, а сам этот причудливый хор становится злой сатирой на индустрию развлечений. Как и большинство номеров, придуманных и поставленных Бобом Фоссом, Big Spender обрел культовую славу и неоднократно цитировался».
Гвен Вердон после первых месяцев материнства стала задумываться о возвращении на сцену. В качестве сюжетов для нового мюзикла рассматривались пьеса «Чикаго» американской журналистки Морин Даллас Уоткинс и новелла Трумена Капоте «Завтрак у Тиффани». С популярным прозаиком даже был заключен договор, и Фосси с компанией литераторов и продюсеров отправился на несколько недель на Ямайку готовить сценарий и либретто. Однако уже вскоре Капоте отказался передавать права на постановку и вернул выплаченный аванс. Его категорически не устраивало то, что двадцатилетнюю героиню новеллы будет исполнять почти сорокалетняя Вердон.
К счастью, у Фосси были и другие творческие идеи. История создания мюзикла «Милая Чарити», по утверждению Гвен, началась с того, что семейная пара побывала в кинотеатре, где демонстрировался фильм Федерико Феллини «Ночи Кабирии». Картина настолько потрясла Фосси, что он не спал всю ночь, а утром уже рассказывал жене постановочный план нового бродвейского шоу. Режиссёр хотел привлечь Феллини к созданию сценария. Тот, однако, не мог покинуть Рим на длительный срок, но продал права на постановку за 25 тысяч долларов, что по меркам 1960-х годов было весьма значительным вознаграждением. Фосси привлёк американского драматурга и сценариста Нила Саймона, с которым они создали литературную основу будущей постановки. Главной героиней у Роберта стала не проститутка, а танцовщица по найму Чарити Хоуп Вэлентайн. По одной из версий, некоторая трансформация рода занятий объяснялась иными социальными реалиями в США. В отличие от Европы, там продажная женщина либо весьма обеспеченная девушка из эскорт-услуг, которой публика вряд ли посочувствует, либо женщина деклассированная и совершенно опустившаяся, которая также никому не интересна. По другой же версии, Бобу Фосси перенос сюжета в танцевальный зал давал совершенно иные творческие возможности для воплощения его хореографических замыслов. Известно, что во время подготовки к шоу Фосси с женой посещали подобные заведения, где танцовщица стоила от 6,5 долларов за полчаса. На такие знакомства режиссёр израсходовал более 150 долларов.
Первым танцевальным номером постановки стал «Hey, Big Spender» (рус. ≈ Эй, Транжира!), в котором девушки из Fan-Dango Ballroom, облокотившись на подобие балетного станка, лениво пытаются привлечь внимание пришедшего клиента. Одна из любимых учениц Фосси, участвовавшая в репетициях, Элейн Кансилла Орбах, позже вспоминала, что Роберт вышел на репетицию, как всегда, с полностью продуманной хореографией. Он превращал танцовщиц в марионеток, заставляя принимать позы сломанных кукол, изгибать каждую конечность, каждый сустав. На фоне этих подчёркнуто неестественных движений вокальным контрапунктом звучали обрывки банальных фраз на грани пристойности. Это добавляло приземлённость происходящему и полностью исключало ореол романтичности. Продуманное до деталей действие на сцене становилось не отдельным танцем или вокальным номером, а музыкальным театром с раскрытым драматическим сюжетом.
Второй большой номер — «Rich Man’s Frug» (Фруг богача) — происходит в ночном клубе, куда Витторио Видаль приводит Чарити после случайного знакомства. Попытка Фосси проанализировать модное танцевальное направление 1960-х годов в США — фруг превращается из «проходного» эпизода, который изначально задумывался, чтобы дать Гвен небольшую передышку, в нечто значительно большее. Участие в нём только неизвестных, безымянных персонажей, не выражающих эмоций, не добавляющих сюжету никакой смысловой нагрузки стали для хореографа идеальным инструментом для воплощения своих творческих идей. Этим номером, по мнению многих критиков, он достиг предельного воплощения танцевального шоу как сплава музыки, пластики и зрелищности. В это время происходит становление Фосси не только как хореографа, но и как режиссёра, постановщика. Его интересует уже не танец сам по себе, а передаваемая им драматургия, театральность. По воспоминаниям одного из участников постановки, в номере «Rich Man’s Frug» Роберта более увлекала создаваемая атмосфера, выверенный стиль, чем движения. Из одарённого танцора и шоумена вырастает талантливый художник, автор, чьи замыслы обладают новизной и, зачастую, провокативностью.
В целом отзывы о спектакле были позитивными, но, как деликатно отозвались в The New York Times, всё-таки «слабее восторженных». Их общий тон сводился к тому, что успех шоу достигнут благодаря таланту Гвен Вердон, а все недостатки, напротив, относились на долю Фосси. В глубине души он был этим чрезвычайно раздосадован, хотя и не проявлял при жене своих эмоций. Дизайнер по костюмам и художник-постановщик кинофильмов Тони Уолтон вспоминал: «На протяжении большей части их совместной профессиональной карьеры, когда бы они ни выступали вместе, Гвен была любимицей критиков, но если нужно было кого-то в чём-то винить, то тут их „любимцем“ становился Боб».
При этом нельзя не упомянуть и о позитивных высказываниях обозревателей. Та же The New York Times признавала, что вечер премьеры стал вечером успеха Боба Фосси, а его танцы и драматические сцены определённо наделены стилем и энергетикой.
Режиссёрское новаторство Фосси не было оценено театральным сообществом, присуждающим премию «Тони»: представленный в девяти номинациях, спектакль выиграл только одну. Однако, вероятно, для Роберта психологически очень важную — за хореографию. Хотя для него она была уже пятой, но в этот раз Фосси впервые в прямом творческом соперничестве оказался лучше признанного классика Бродвея Джека Коула, хореографа мюзикла «Человек из Ламанчи», также номинированного на «Тони». Ряд источников утверждает, что для Коула победа гораздо более молодого коллеги оказалась серьёзным репутационным ударом, после которого он навсегда покинул подмостки музыкального театра, занимаясь остаток жизни преподаванием.

## «Милая Чарити». Экранизация (1968—1969)
Несмотря на сложный приём мюзикла со стороны профессионалов, публика охотно шла на спектакль (он был показан 608 раз). Гвен Вердон давала по восемь представлений в неделю. Они с мужем окончательно обрели финансовую независимость. Лето 1967 года Фосси провёл с четырёхлетней Николь в доме у моря в компании сменяющихся друзей. Его навещали Пэдди Чаефски, художник и сценарист Герб Гарднер, театральный продюсер Сай Фойер, автор популярных песен Франк Лоессер, сценарист и продюсер Роберт Алан Артур. Все они отмечали, что тем летом он был очень приятен в общении, гостеприимен и находился в прекрасном расположении духа: играл с дочерью, купался, много катался на водных лыжах. Ему было сорок лет, он был в отличной физической форме, богат и знаменит. Отсутствие жены, сменяющееся богемное окружение, среди которого было много молодых красивых актрис и танцовщиц, привели к череде коротких романов. Как говорили очевидцы, Гвен об этом была прекрасно осведомлена.

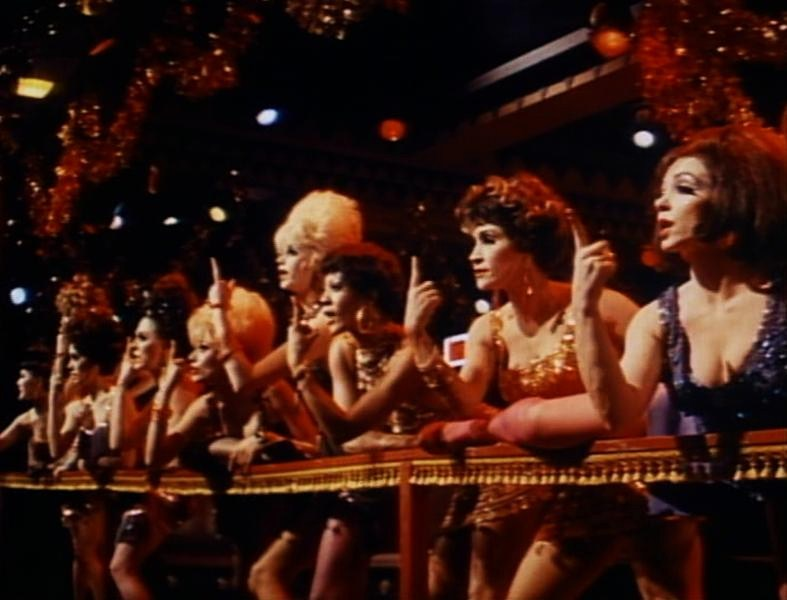
Паула Келли (третья справа) и Чита Ривьера (вторая справа) в номере «Hey, Big Spender»

Конец 1967 года Фосси провёл в подготовке к отъезду в Голливуд, где планировал приступить к экранизации «Милой Чарити» на Universal Pictures. Для работы над сценарием был привлечён Питер Стоун — тридцатисемилетний автор, сын известного голливудского продюсера, получивший к тому же два года назад премию «Оскар» за сценарий к фильму «Папа Гусь». Одним из главных условий, поставленных студией при заключении контракта с Фосси, был подбор на заглавную роль не Гвен Вердон, а более молодой актрисы. Выбор студия сделала в пользу Ширли Маклейн, которая обладала несколькими профессиональными наградами, а также имела опыт работы с Робертом на Бродвее в мюзикле «Пижамная игра». Там она участвовала в кордебалете, а несколько раз даже заменяла ведущую исполнительницу. Для Гвен это не было новостью. Хотя на словах она одобрила выбор, но он чувствовал её разочарование достаточно лёгким его согласием снимать фильм с другой актрисой. Тем не менее, как только шоу было закрыто, Вердон с дочерью вылетела к мужу в Голливуд. Там семья арендовала дом недалеко от океана в престижном районе Лос-Анджелеса.
Этот период жизни Фосси отмечен хорошими дружескими отношениями со сценаристом, режиссёром и продюсером Робертом Артуром, который в это же время снимал на Universal драматический триллер «Последний человек». Семьи дружили, общались, катались на водных лыжах. Мужчины много шутили на тему, что вскоре откроют в Голливуде небоскрёб «Bob & Bob» с многоярусным паркингом, а два самых престижных места у самого входа будут забронированы табличками «Bob & Bob». Эта дружба в дальнейшем перерастёт в плодотворное творческое сотрудничество — Боб Артур выступит продюсером и соавтором сценария фильма «Весь этот джаз».
Вопрос выбора актёров, кроме Ширли Маклейн, Universal Pictures полностью оставила за Фосси. На главную мужскую роль он пригласил Джона Макмартина, который участвовал и в бродвейской постановке. В танцевальных номерах работали Сюзанна Чарни, Кэти Доби, Бен Верин, Ли Рой Римс. На роль афроамериканки из кордебалета студия предложила взять набиравшую популярность Дайану Росс из «The Supremes» (Боб выбрал Паулу Келли), латиноамериканки — Риту Морено (сыграла Чита Ривьера).
Два месяца перед съёмками Фосси с оператором фильма Робертом Сёртисом провели в арендованном только для них зрительном зале, где по кадрам пересматривали фильмы «Мулен Руж» и ««Вестсайдская история»», отмечая каждое па, каждое движение танцоров. Как знак профессиональной гордости Фосси не снимал с шеи видоискатель. Особое внимание режиссёр уделял расположению камер и ракурсам съёмок. Он занимался этим часами, забывая про актёров на площадке. Однажды центральный исполнитель номера «Ритм жизни» Сэмми Дэвис не выдержал ожидания и крикнул: «Эй, Боб! Как долго ты собираешься заставлять меня ждать? Ты знаешь, я — суперзвезда!».
Боб Фосси предавал предельно важное значение этой работе. Он использовал множество стилизованных приемов в каждой детали: быстро сменяющиеся сцены, работа камеры, когда дальний план мгновенно превращался в крупный: режиссёр буквально разрывал фильм на кусочки. Танцовщица и хореограф Энн Райкинг, принимавшая участие в картине, а позже снявшаяся в роли Кейт Джаггер в фильме «Весь этот джаз», говорила: «Каждая авансцена была разбита, имела зазубрины, как будто это сделал ребёнок — так работал мозг Боба». Так же была устроена сама Чарити, она была создана из дефектов, окружена сломленными подругами, и даже её возлюбленный Оскар был неврастеником.
С приёмом фильма, в отличие от мюзикла, произошла диаметрально противоположная история: критики отзывались о нём положительно, но зритель на него «не пошёл». Студия считала причиной этого продолжительность картины — два с половиной часа. Однако в шоу-бизнесе фильм стал культовым для нескольких поколений танцоров, музыкантов, актёров и продюсеров.

### 1969—1971 годы
Уже в течение первых месяцев после премьеры было понятно, что фильм «Милая Чарити» постигнет кассовый провал (позже станет известно, что при бюджете в 20 миллионов долларов он соберёт в прокате чуть более 8). Фосси в самом подавленном настроении вернулся в Нью-Йорк. Он вернулся в свой кабинет, который арендовал несколько лет назад после рождения дочери, на 11 этаже в здании 850 по Седьмой авеню на Манхэттане, в соседстве с офисом старого приятеля, сценариста и драматурга Пэдди Чаефски. И Фосси, и его товарищ много работали, иногда даже оставались ночевать в офисах. Чаефски также переживал психологический кризис, у него были проблемы в браке. Свой этаж друзья называли «маниакально-депрессивным».
Фосси начал работу над новым сценарием. За основу был взят итальянский фильм Марио Моничелли 1958 года «I soliti ignoti» (в американском прокате — «Big Deal on Madonna Street», в русскоязычных источниках — «Злоумышленники, как всегда, остались неизвестны»). Он старался избегать лишних встреч и вечеринок, опасаясь сочувственных взглядов и утешительных бесед. Единственными друзьями, с кем он поддерживал отношения в тот период, был Чаефски, а также актёр, режиссёр и сценарист Херб Гарднер. Компания была известна как Бобби, Пэдди и Херби. Они ежедневно вместе обедали в небольшом ресторане еврейской кухни Carnegie Deli, расположенном в двух шагах от офисов — дом 854 по Седьмой авеню. Боб обычно садился лицом к входной двери: если приходили журналисты, то он прятался в служебном помещении. Именно в этом ресторане в июне 1969 года Фосси передал первый вариант сценария «Big Deal» для правок Чаефски. Пэдди откровенно раскритиковал работу, но собственноручно внёс многие правки. Однако после провала «Милой Чарити» продюсеры просто игнорировали рассылаемый Фосси сценарий. Боб погрузился в глубокую депрессию.

## «Кабаре» (1972)
В один из вечеров лета 1970 года Фосси с женой был приглашён на ужин Харольдом и Джуди Принс (продюсер «Новенькой в городе», ссора перед премьерой десятилетней давности уже была забыта). Хэл сообщил, что берётся за новый мюзикл «Компания» и отказывается от проекта «Кабаре», режиссёром оригинальной бродвейской постановки которого он был. Продюсировал экранизацию Сай Фойер, с которым Фосси работал в мюзикле «Маленький я» и фильме «Милая Чарити». Боб буквально умолял продюсера нанять его. Тот в конце концов согласился, но менеджер American Broadcasting Company Эмануэль (Мэнни) Вольф и президент компании Марти Баум категорически возражали. Они помнили про провал предыдущей работы и, кроме того, предпочли бы работать с более известным и авторитетным режиссёром, как Билли Уайлдер, Джозеф Лео Манкевич или Джин Келли. Фойер убеждал руководителей студии, что талант Фосса к постановке и съёмке музыкальных номеров важнее умения выстраивать драматические сцены. В конце концов Фосс был нанят, при этом выставлены следующие финансовые условия: общий бюджет фильма не должен превышать 3 000 000 долларов. Фосси получает 125 000 долларов за режиссуру, 50 000 долларов за хореографию и 7,5% прибыли от проката. Весной 1971 года группа отправилась на съёмки в Германию во главе с Саем Фойером, который должен был контролировать финансовые запросы Фосси.
Режиссёр настаивал, чтобы оператором картины был Роберт Сёртис, но для студии значительно выгоднее было бы нанять кого-нибудь из европейских коллег. Несколько дней, пока Фосси и Фойер ездили по Германии в поиске мест для натурных съёмок, они спорили об этом. Вечером они остановились на ночлег в гостинице, и при прощании продюсер сказал, что согласен с Бобом о необходимости пригласить Сёртиса. Однако почти ночью Фосси обнаружил, что стенки между номерами очень тонкие. Он невольно подслушал телефонный разговор Фойера с руководством студии, в котором тот обсуждал кандидатуру европейского оператора. В гневе Боб позвонил Чаефски и описал ситуацию. Тот рассудительно ответил: «Если ты уйдёшь сам, то тебе ничего не заплатят, и твоя репутация в кино будет окончательно разрушена. Если останешься, и они захотят уволить тебя, то получишь полный расчёт, а студия мягко заявит о творческих разногласиях». Утром следующего дня Фосси высказал продюсеру всё, что о нём думает, но в проекте остался
С этого момента на съёмках установилось молчаливое противостояние. Режиссёр и продюсер даже сидели в разных концах площадки. Из Нью-Йорка срочно прилетел Мэнни Вольф, чтобы попытаться сгладить конфликт.

## Фильмография

### Режиссёр
- 1969 — «Милая Чарити» / Sweet Charity
- 1972 — «Кабаре» / Cabaret
- 1974 — «Ленни» / Lenny
- 1979 — «Весь этот джаз» / All That Jazz
- 1983 — «Звезда-80» / Star 80

### Сценарист
- 1979 — «Весь этот джаз» / All That Jazz
- 1983 — «Звезда-80» / Star 80

## Премии
- «Оскар» за лучшую режиссуру (1973), фильм «Кабаре»
- «Золотая пальмовая ветвь» за фильм «Весь этот джаз / All That Jazz» (1980)

### Комментарии
1. ↑  Большое количество бродвейских представлений подготовлены не на Бродвее, как с целью минимизации всех видов аренды вне дорогого Нью Йорка, так и с целью ограничения излишнего внимания и огласки со стороны прессы до официального релиза.
2. ↑  Начальные слова популярной американской песенки «Home! Sweet Home!», приписываемой композитору Генри Бишопу: «Mid pleasures and palaces though we may roam

Be it ever so humble, there's no place like home...

Средь удовольствий и дворцов,

В краю совсем чужом,

Поймём и мы в конце концов,

Как сладок отчий дом.»
3. ↑  Пару лет спустя Капоте даст согласие на музыкальную постановку своего произведения с участием тридцатилетней Мэри Тайлер Мур. Шоу в Нью Йорке будет закрыто уже после первых предварительных просмотров.